# الحزب النازي
الحزب النازي أو حزب العمال القومي الاشتراكي الألماني (بالألمانية: Nationalsozialistische Deutsche Arbeiterpartei) كان حزبًا سياسيًّا يمينيًّا متطرفًا في ألمانيا بين عامي 1920 وعام 1945 وكان الحزب الوريث لحزب العمال الألماني الذي نشأ عام 1919 وحُل عام 1920 وتأسس في جو البطالة والثورة الاجتماعية عام 1918م بعد هزيمة ألمانيا في الحرب العالمية الأولى، كلمة نازية تأتي من Nationalsozialismus وتعني القومية الاشتراكية وكان المنظّر الأساسي للحزب هو جوتفريد فيدير الذي كتب برنامج الحزب ونادى بعقيدة لها صبغة قومية قوية، وطابع اشـتراكي تدعـو إلى ملكية الدولة للأرض وتأميم البنوك وكان من أوائل من انضم لعضوية هذا الحزب محاربون قدامى مثل رودولف هس، هيرمان غورينغ، ألفريد روزنبرج وأعضاء آخرين مثل جوزيف غوبلز بالإضافة إلى أدولف هتلر.
تمكن المنتمون للحزب القومي الاشتراكي العمالي الألماني: (Nationalsozialistischen Deutschen Arbeiterpartei) تحت زعامة آدولف هتلر من الهيمنة عام 1933 على السلطة في ألمانيا وإنشاء نظام دكتاتوري مطلق(استبدادي مطلق) ماسمي بدولة الزعيم والمملكة الثالثة. التي أثارت الحرب العالمية الثانية وارتكبت المحرقة الهولوكوست بحق اليهود والغجر والمعاقين. (بعض هؤلاء خصوصا المعاقين والعاديين من قصار القامة أو المرضى بمرض وراثي أستخدموا قبل حرقهم في التجارب الطبية) ما زالت هذه الأفكار والأهداف موجودة في عقائد وأنظمة بعض الأحزاب والمجموعات اليمينية وتسمى Neonazismus اليوم بالنازية الجديدة (القومية الجديدة)
مجرد الدعاية لهذه الأفكار أو تنظيم الشعارات واستخدامها هي في ألمانيا والنمسا وبعض الدول الأخرى ممنوع قانونيا وتترتب عليه عقوبات قضائية اليوم.
من أهم أسباب قيام الحزب النازي وزيادة شعبيته كانت هزيمة ألمانيا في الحرب العالمية الأولى، وتوقيع معاهدة فيرساي التي تسببت في أزمة الكساد الاقتصادي في ألمانيا، اتهم النازيون مراكز القوى المتمثلة في الديموقراطيين الاشتراكيين حكومة فايمار ببيع ألمانيا، كل هذه الأحداث العصبية أدت إلى التفكير في ضرورة وجود حزب يعمل على اتحاد العمال، ورفع الاقتصاد من ركوده ورفع نسبة الشعور والانتماء الوطني للشعب الألماني بعدما أحبطته هزيمة الحرب العالمية الأولى، وعملت على تشكيل الفكر القومي الاشتراكي الألماني.
في 5 يناير 1919، قام آنتون دريكسلر والصحفي كارل هارير بتأسيس حزب العمل الألماني في ميونخ.
في أحد اجتماعات ميونخ، سبتمبر 1919، كان المتحدث الرئيس هو جوتفريد فيدير وحالما أنهى حديثه قام أحد الحضور واقترح أن بافاريا يجب أن تنفصل عن بروسيا والنمسا كأمة مستقلة. وكان أدولف هتلر من بين الجمهور الذي حضر هذا الاجتماع، وطبقا لما أورده هتلر في كتابه كفاحي فإنه هب قائما لكي يضحد الجدال الذي نشأ نتيجة للاقتراح الذي قدمه العضو، فاقترب منه دريكسلر ووضع كتيبا في يده وكان عنوانه " يقظتي السياسية "، وكما ذكر هتلر في كتابه، فإن هذا الكتيب قد كان له أثر عميق في قراراته. لاحقا في ذلك اليوم استلم هتلر بطاقة بريدية تخبره بأنه قد تم قبوله في حزب العمل الألماني، وبعدما فكر مليا -كما يذكر هتلر- قرر الانضمام للحزب.
لاحقا في عام 1920 قام دريكسلر بتغيير اسم الحزب كما أوصى هتلر من حزب العمل الألماني إلى حزب العمل القومي الاشتراكي الألماني (NSDAP).
في عام 1921 أصبح هتلر قائدا للحزب لما تمتع به من مهارات تنظيمية وقدرة على الخطابة.
في صيف نفس العام سافر هتلر إلى برلين Berlin ليلتقي بالاشتراكيين الألمان من جنوب ألمانيا، وبينما كان هتلر غائبا، قام أعضاء من لجنة الحزب يقودهم دريكسلر بنشر كتيب اتهام لـهتلر، يتهمونه بالبحث عن القوة الشخصية بغض النظر عن أي اعتبارات أخرى، وعلى الفور أقام هتلر برفع دعوى سب وتشهير، مما أجبر دريكسلر على إنكار ما فعل في مؤتمر عام، ومنذ ذلك الحين عين دريكسلر في منصب رئيس شرفي للحزب إلى أن تركه في عام 1923.
بدءا من عام 1924 بدأ الحزب باكتساب جماهيرية عريضة وتكونت خلايا حزبية نازية في الجنوب ثم توحدت مع المركز في ميونخ، وكان هتلر يحلم بإقامة الدولة العنصرية القائمة على أساس سيادة الجنس الآري وتفوقه.
فاز الحزب النازي في انتخابات 12 ديسمبر 1929 وتسلق البرلمان الألماني وكان عدد اعضاؤه 276 من اصل 387 نائب وبذلك قويت شوكة الحزب وازداد نفوذه في الدولة الألمانية
كانت رؤيا الحزب واسسه المبنية على التشدد والعنصرية الذريعة الأولى لاحتلاله مناطق واسعة وارتكابه جرائم ضد الإنسانية لم ير لها التاريخ نظيرا من معسكرات الاعتقال إلى الهولوكوست إلى التعذيب والتهجير القسري وغيرها من الجرائم البشعة بحق الإنسانية.
وانتهى به المطاف إلى دخول الحرب العالمية الثانية (1939-1945) التي كانت نهاية المطاف لسيرته في حكم ألمانيا 12 عام . بعد سقوط الحكم النازي مع انتهاء الحرب العالمية الثانية عام 1945 أعلن أن الحزب النازي غير قانوني في ألمانيا، ويمنع استعمال رموزه ونشر أفكاره.

## التاريخ

### الأصول والسنوات الأولى: 1918-1923
نشأ الحزب من مجموعات سياسية صغيرة ذات توجه قومي كانت قد تشكلت في السنوات الأخيرة من الحرب العالمية الأولى. في عام 1918، أُنشئت في بريمن، ألمانيا، رابطة سُميت فراير أربايتيراوشوس فوغ آينين غوتين فريدين (لجنة العمال الأحرار من أجل سلام جيد). في 7 مارس من عام 1918، شكل أنطون دريكسلر، وهو قومي ألماني متعطش، فرعًا لهذه الرابطة في ميونيخ. كان دريكسلر صانع أقفال محلي وعضوًا في حزب الوطن الأم الألماني العسكري خلال الحرب العالمية الأولى وكان معارضًا بشدة لهدنة كومبين الأولى التي وُقّعت في شهر نوفمبر من عام 1918 ومعارضًا للاضطرابات الثورية التي تلت ذلك. اتبع دريكسلر آراء القوميين العسكريين لذلك الوقت، مثل معارضة اتفاقية فيرساي وتبنّي آراء معادية للسامية ومعادية للملكية ومعادية للماركسية، وأيضًا الإيمان بتفوق الألمان الذين كانوا في نظرهم جزءًا من العرق الآري «عرق السادة» (هيرينفولك). إلا أنه وجه أيضًا تهمًا للرأسمالية العالمية بأنها حركة يهيمن عليها اليهود وندد بتحقيق الرأسماليين للأرباح خلال الحرب العالمية الأولى. رأى دريكسلر أن العنف السياسي وعدم استقرار ألمانيا نتيجة لبُعد جمهورية فيمار عن الجماهير، ولا سيما الطبقات الأدنى. شدد دريكسلر على الحاجة إلى توليفة تجمع بين القومية الفولكيشية وصيغة من الاشتراكية الاقتصادية، من أجل تأسيس حركة عمالية ذات توجه قومي يكون باستطاعتها تحدي صعود الشيوعية والسياسات الأممية. كل هذه الموضوعات كانت معروفة وشائعة بين العديد من مجموعات فايمار شبه العسكرية، مثل فرايكوربس.
تلقت حركة دريكسلر الاهتمام والدعم من بعض الشخصيات المؤثرة. دعى المؤيد ديتريتش إيكارت، وهو صحفي ميسور، الشخصية العسكرية فيليكس غراف فون بوثمر، وهو أحد الداعمين البارزين لفكرة «الاشتراكية القومية»، لتوجيه خطاب إلى الحركة. وفي وقت لاحق من العام 1918، أقنع كارل هاير (صحفي وعضو في جمعية ثول) دريكسلر وأعضاء آخرين بتشكيل بوليتيشر أربايتر زيركل (حلقة العمال السياسيين). اجتمع الأعضاء بشكل دوري لإجراء مناقشات حول موضوعات القومية والعنصرية الموجهة ضد الشعب اليهودي. في ديسمبر من عام 1918، توصل دريسكلر إلى قرار بضرورة تشكيل حزب سياسي جديد، على أساس المبادئ السياسية التي أقرها، من خلال الجمع بين فرعه التابع للجنة العمال من أجل سلام جيد مع حلقة العمال السياسيين.
في 5 يناير من عام 1919، أسس دريكسلر حزبًا سياسيًا جديدًا واقترح بأن يسمى «حزب العمال الاشتراكي الألماني»، إلا أن هارر اعترض على مصطلح «اشتراكي»، وهكذا حُذف المصطلح وأطلق على الحزب اسم حزب العمال الألماني. ومن أجل تقليل المخاوف بين مؤيدي الطبقة الوسطى المحتملين، أوضح دريكسلر أن الحزب قدم الدعم للطبقة الوسطى خلافًا للماركسيين وأن سياسته الاشتراكية كانت تهدف إلى توفير الرعاية الاجتماعية للمواطنين الألمان الذي يعتبرون جزءًا من العرق الآري. أصبح الحزب واحدًا من حركات فولكيشية عديدة شهدتها ألمانيا. وشأنه شأن مجموعات فولكيشية أخرى، دافع حزب العمال الألماني عن الفكرة القائلة بأنه من خلال تشارك الربح بدلًا من التشريك ستصبح ألمانيا «مجتمعًا شعبيًا» موحدًا (فولكسغيماينشافت)، لا مجتمعًا مقسمًا وفقًا لخطوط طبقية وحزبية. كانت هذه الأيديولوجيا معادية للسامية بصورة واضحة. وفي وقت مبكر من عام 1920، كان الحزب يجمع الأموال عن طريق بيع تبغ يسمى معادٍ للسامية.
منذ البداية، عارض حزب العمال الألماني الحركات السياسية غير القومية، ولا سيما حركات اليسار، بما في ذلك حزب الاشتراكي الديمقراطي الألماني والحزب الشيوعي الألماني. رأى أعضاء حزب العمال الألماني أنفسهم بأنهم يقاتلون «البلشفية» وأي أحد يُعد جزءًا مما يسمى «اليهودية العالمية» أو يقدم العون لها. وعارض حزب العمال الألماني اتفاقية فيرساي أيضًا. لم يحاول الحزب الإعلان عن نفسه وبقيت الاجتماعات تُعقد بسرية نسبية، مع وجود متحدثين عامين يناقشون ما يرون أنه الوضع الراهن لألمانيا، أو يكتبون إلى تجمعات بتفكير مماثل في شمالي ألمانيا.
كان حزب العمال الألماني مجموعة صغيرة نسبيًا يبلغ تعداد أعضائها أقل من 60 عضوًا. وعلى الرغم من ذلك، لفت الحزب أنظار السلطات الألمانية التي كانت تبدي تشككًا من أي منظمة تبدي ميولًا تخريبية.
في يوليو من عام 1919، وفي حين كان متمركزًا في ميونيخ، عُين أدولف هتلر غيفرايتر الجيش فيربيندونغسمان (عميل استخبارات) ضمن أوفكلارونغسكوماندو (فرقة استطلاع) تابعة للرايخسفير (الجيش) من قبل الكابتن ماير، قائد قسم التربية والتعليم في بافاريا. كُلف هتلر بمهمة التأثير على جنود آخرين والتسلل إلى داخل حزب العمال الألماني. وفي أثناء حضوره اجتماعًا حزبيًا في 12 سبتمبر من العام 1919 في شتيرنيكيربراو، دخل هتلر في جدال حاد مع زائر، الأستاذ باومان، الذي أبدى شكوكًا حول صحة محاججات غوتفريد فريدر ضد الرأسمالية، واقترح باومان أن تنفصل بافاريا عن بروسيا وأن تأسس أمة ألمانية جنوبية مع النمسا. وبهجومه العنيف ضد حجج الرجل، أثار هتلر إعجاب أعضاء آخرين في الحزب بمهاراته الخطابية، ووفقًا لهتلر، غادر «الأستاذ» القاعة معترفًا بهزيمة جلية. شجع دريكسلر هتلر على الانضمام إلى حزب العمال الألماني. وبناءًا على أوامر رؤسائه في الجيش، تقدم هتلر بطلب انضمام إلى الحزب، وفي غضون أسبوع قُبل كعضو الحزب 555 (بدأ الحزب بعدّ أعضائه عند رقم 500 لإعطاء انطباع بأنه حزب أكبر بكثير). وكان من بين الأعضاء الأوائل في الحزب إرنست روم من قيادة المنطقة السابعة للجيش، الذي كان يُدعى الأب الروحي للاشتراكية القومية، وطالب جامعة ميونيخ في تلك الآونة رودولف هيس وجندي فرايكوربس هانز فرانك وألفريد روزنبرغ، الذي غالبًا ما نسب إليه أنه فيلسوف الحركة. وفي وقت لاحق كان هؤلاء جميعًا شخصيات بارزة ضمن النظام النازي.

## معرض صور

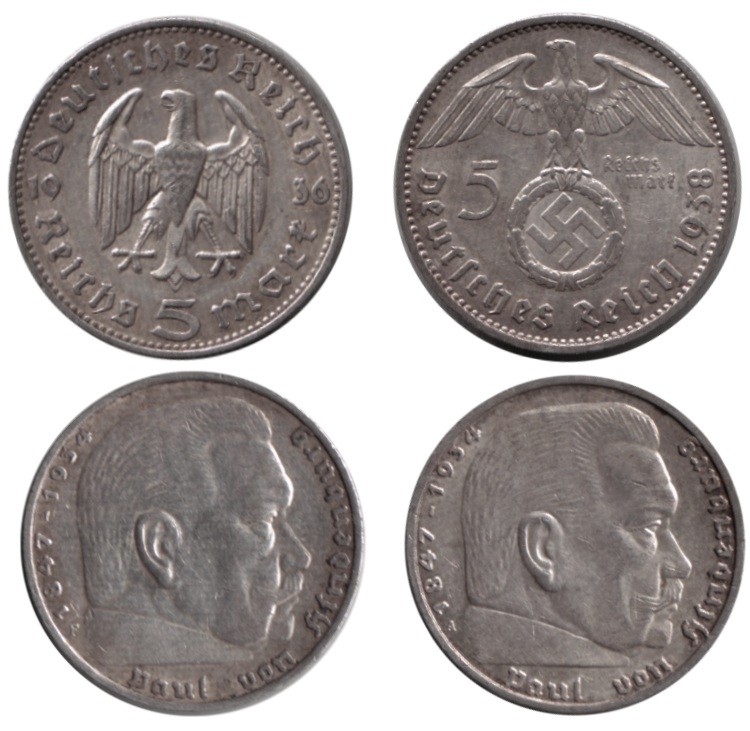

## وصلات خارجية
- السياسة النازية المناهضة لليهود، موقع ياد فاشيم.